# Soyuz TMA-15
Soyuz TMA-15 fue un vuelo espacial tripulado a la Estación Espacial Internacional como parte del programa Soyuz, estuvo integrado por tres miembros en tripulación. TMA-15 fue el 102.º vuelo de una nave espacial Soyuz, desde el Soyuz 1 en 1967. La nave espacial Soyuz permaneció acoplada a la estación espacial durante la Expedición 20 y la Expedición 21 como un vehículo de escape de emergencia, en caso de ser necesario.
Fue lanzado con éxito por un Soyuz-FG cohete portador de Sitio 1/5 en el cosmódromo de Baikonur en Kazajistán. El lanzamiento se produjo a las 10:34 GMT el 27 de mayo de 2009. Aterrizó el 1 de diciembre de 2009.

## Tripulación[2]
- Roman Romanenko (1) – Comandante[3] –  RSA
- Frank De Winne (2) – Ingeniero de vuelo 1 – ESA –  Bélgica
- Robert Thirsk (2) – Ingeniero de vuelo 2 –  CSA